# دوغلاس آدامز (لاعب كريكت)
دوغلاس آدامز (2 أغسطس 1876 في الولايات المتحدة - 27 يناير 1931 في الولايات المتحدة) (بالإنجليزية: Douglas Howe Adams)‏ هو لاعب كريكت أمريكي.

## وصلات خارجية
- دوغلاس آدامز على موقع إي آس بي آن كريك إنفو (الإنجليزية)